# Lukáš Novák
Lukáš Novák (ur. 10 lutego 1986 w Nowej Wsi Spiskiej) – słowacki hokeista.

## Kariera
- HK Spišská Nová Ves U18 (2003)
- HK Spišská Nová Ves U20 (2003-2004)
- HC Oceláři Trzyniec U20 (2004-2005)
- HC Oceláři Trzyniec (2004-2005)
- HK Spišská Nová Ves U20 (2005)
- HK Spišská Nová Ves (2005-2006)
- EC Pfaffenhofen (2006)
- MHK Ružomberok (2006)
- HK Spiska Nowa Wieś (2006-2008)
- KH Sanok (2008-2009)
- Nice (2009)
- HC 07 Prešov (2009-2010)
- HK Spiska Nowa Wieś (2010-2012)
- HC 05 Banská Bystrica (2012)
- HK Spiska Nowa Wieś (2012-2013)
- HK Nitra (2013-2015)
- HC Dukla Trenczyn (2015-2017)
  -  HC Nové Zámky (2016)
  -  HC Topoľčany (2016/2017)
  -  HKm Zvolen (2016-2017)
- HC Detva (2017/2018)
- HK Spišská Nová Ves (2017/2018)
- Polonia Bytom (2018)
- HK Spišská Nová Ves (2018-2020)
  -  HK Levice (2020-2021)
- HC Topoľčany (2021-2022)

Wychowanek i wieloletni zawodnik HK Spiska Nowa Wieś. Występował w polskiej lidze w zespole z Sanoka w drugiej części sezonu 2008/2009 od grudnia 2008 (wraz z nim jego rodacy František Koky i Pavol Hrubý). Przez wiele lat grał w 1. lidze słowackiej. Od 2012 w ekstralidze, wpierw w 2012 w Bańskiej Bystrzycy, a od stycznia 2013 w Nitrze. W listopadzie 2015 wypożyczony do Dukli Trenczyn. Na ostatnią fazę sezonu 2015/2016 czasowo przekazany do Nowy Zamków. Odszedł z Dukli Trenczyn w październiku 2016. Od listopada 2016 zawodnik HC Topolczany. Od końca tego miesiąca zawodnik HKm Zwoleń na zasadzie wypożyczenia. Od końca września 2017 zawodnik HC Detva. Pod koniec stycznia 2018 został zawodnikiem Polonii Bytom. W listopadzie 2022 wypożyczony do HK Levice. W sezonie 2021/2022 grał w.

## Sukcesy i osiągnięcia
Klubowe
- Brązowy medal mistrzostw Słowacji: 2013, 2015 z HK Nitra
- Srebrny medal mistrzostw Słowacji: 2014 z HK Nitra

Indywidualne
- Ekstraliga słowacka w hokeju na lodzie (2013/2014):
  - Piąte miejsce w klasyfikacji strzelców w sezonie zasadniczym: 26 goli[15]
  - Pierwsze miejsce w klasyfikacji strzelców w fazie play-off: 6 goli